# جیوه قرمز
 این ماده حالت چهارم ماده می باشد

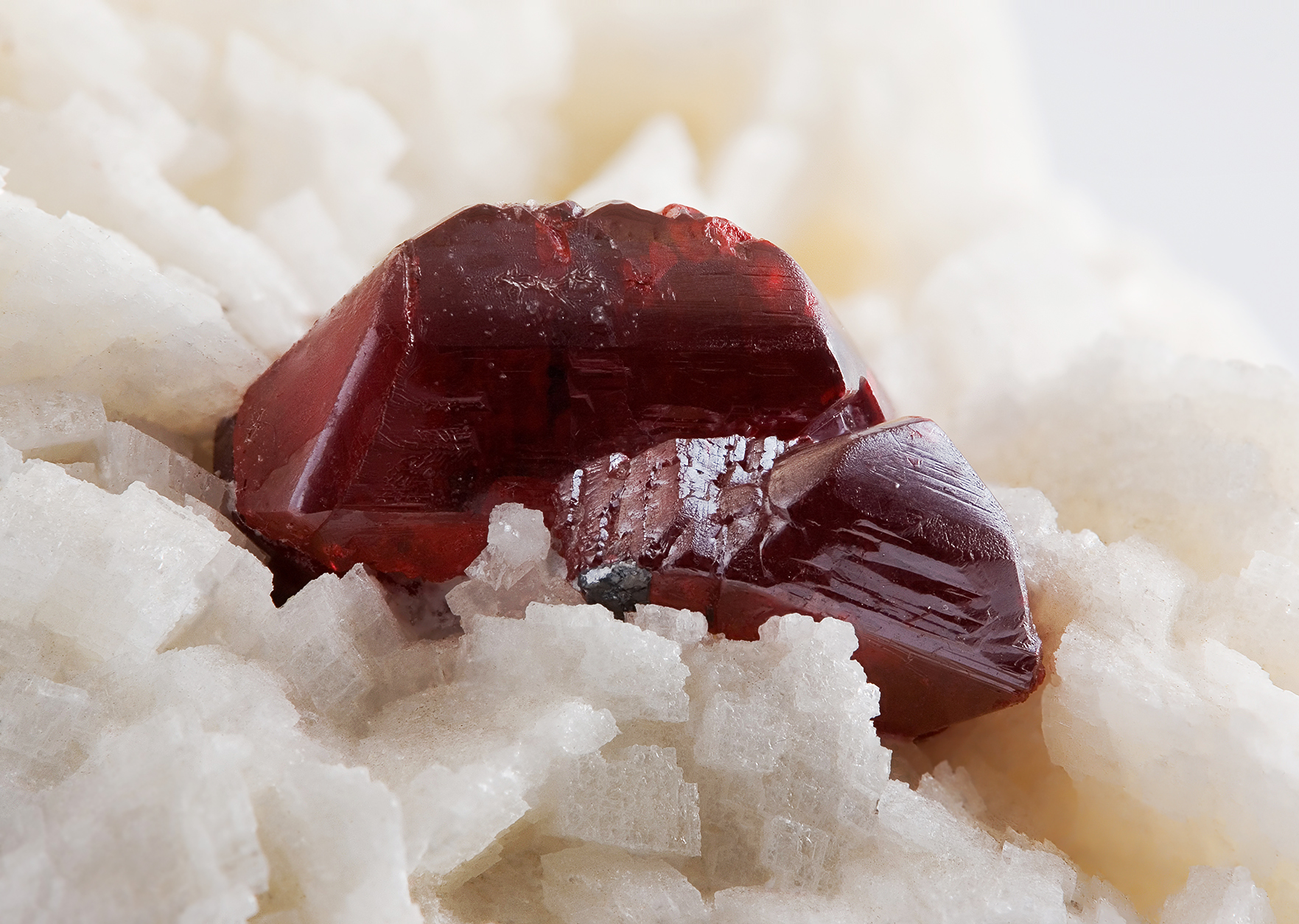
کریستال‌های جیوه سولفید دارای رنگ سرخی عمیق هستند اما هیچ کاربردی شناخته شده‌ای در فناوری هسته‌ای ندارند. (حداقل در منابع علمی در دسترس عموم)

جیوه قرمز یا جیوه سرخ (به انگلیسی:Red mercury) ماده‌ای به احتمال زیاد ساختگی،کلاهبرداری با هدف گول زدن افراد ناآگاه و ناامید از زندگی کسانی که به دنبال یک شبه پولدار شدن هستند و میخواهند ناکامی های خود در زندگی را با یه شبه پولدار شدن جبران کنند و دروغی با ترکیبی نامشخص است که کلاهبرداران متعددی، از ملیت های  روسی، پاکستانی و افغانستانی ادعا می کنند آن را  در ساخت بمب هسته‌ای استفاده میکنند.
آیا برایتان سوال پیش نیامده اگر این ماده انقدر باارزش است به مانند لیتیوم یا طلا چرا دولت های غربی به ذهنشان خطور نکرده به دنبال آن باشند، و این ماده با ارزش فقط در کشورهای جهان سوم موجود است به دلیل محرمانه بودن اسناد ساخت سلاح‌های هسته‌ای رد این ادعا که ماده‌ای با نام «جیوه قرمز» در ساخت سلاح‌های هسته‌ای استفاده می‌شود سخت است اما بر اساس متون علمی موجود، تمامی نمونه‌های به‌دست آمده این ماده هیچ کاربرد خاصی برای ساخت سلاح هسته‌ای ندارند و مواد شیمیایی رایج و در دسترس عموم می‌باشند. بر اساس یک ژورنال علمی هسته‌ای با نام «Bulletin of the Atomic Scientists» در سال ۱۹۹۷ میلادی، قیمت تقاضا شده برای هر کیلوگرم از این ماده ساختگی بین ۱۰۰ هزار تا ۳۰۰ هزار دلار در آن زمان برآورد می‌شد و تمامی نمونه‌های ادعا شده ساختگی و کلاهبردارانه بودند.

## تاریخچه
در دهه نود در منطقه اورال، یک شرکت روسی در نامه‌ای به بوریس یلتسین، رئیس‌جمهور آن زمان خواستار اجازه فروش جیوه سرخ برای جبران بخشی از گرفتاری‌های مالی روسیه شد و اجازه فروش ۹ تن از آن در ۳ سال پذیرفته شد.
جیوه تقلبی قرمز برای فروش در سراسر اروپا و خاورمیانه توسط بازرگانان روسی عرضه شد، آنها خریداران زیادی پیدا کردند که تقریباً هر چیزی برای آن پرداخت می‌کردند، حتی اگر نمی‌دانستند چه چیزی است.
قیمت درخواستی جیوه قرمز از ۱۰۰٬۰۰۰ تا ۳۰۰٬۰۰۰ دلار در هر کیلوگرم متغیر بود. گاهی این ماده پرتودهی می‌شود یا در کانتینرهایی با نمادهای رادیواکتیو حمل می‌شود تا شاید خریداران بالقوه ارزش استراتژیک آن را درک کنند و فریب بخورند. اما نمونه‌های ضبط شده توسط پلیس فقط حاوی اکسید جیوه (II)، یدید جیوه (II) یا جیوه مخلوط شده با رنگ قرمز بود - موادی که به سختی مورد توجه سازندگان سلاح قرار می‌گیرد.
پس از دستگیری سه مرد در بریتانیا در سپتامبر ۲۰۰۴، به ظن اینکه قصد خرید یک کیلوگرم جیوه قرمز به قیمت ۹۰۰۰۰۰ پوند را داشتند، آژانس بین‌المللی انرژی اتمی بیانیه ای صادر کرد و ادعاهای واقعی بودن این ماده را توسط سخنگوی خود رد کرد. قوه قضاییه بریتانیا این سه مرد را در ژوئیه سال ۲۰۰۶ میلادی از اتهام نقش داشتن در تروریسم تبرئه کرد.

## آنالیز شیمیایی

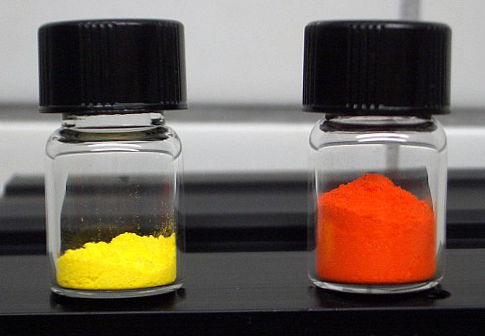
سمت راست جیوه قرمز یا جیوه سرخ

تاکنون ترکیب مشخصی برای جیوه سرخ ارائه نشده‌است. نمونه‌ای که در سال ۲۰۰۴ به‌وسیله پلیس آلمان به‌دست آمد شامل ۱۰٪ وزنی پلوتونیوم، ۶۱٪ جیوه، ۱۱٪ آنتیموان، ۶٪ اکسیژن، ۲٪ ید و ۱/۶ ٪ گالیوم بود. فرمول پیشنهادی Hg۶Sb۲O۸ به همراه مقداری جیوه خالص بود. نمونه دیگری در سال ۱۹۹۸ به‌دست آمد که غیرپرتوزا، و ترکیب آب و یدید جیوه بود. در سال ۲۰۰۳ نیز نمونه دیگری در زاگرب پیدا شد که بدون آنتیموان و تنها جیوه بود و از این رو فرمول دیگر پیشنهادی Hg۲Sb۲O۷ را رد کرد.
بعضی از نمک های جیوه مانند یدید جیوه (II) یا جیوه سولفید خطاب میشوند به جیوه قرمز ولی کاربرد های آزمایشگاهی در تجزیه کمی دارند و هیچ کاربردی در زمینه هسته ای ندارند.

## در سینما، رسانه و ادبیات
از جیوه قرمز در رسانه‌ها و روایت‌های داستانی زیادی، از جمله فیلمی با همین نام، سخن به میان آمده‌شده.